# 福岡県道732号筑後大石停車場線
福岡県道732号筑後大石停車場線（ふくおかけんどう732ごう ちくごおおいしていしゃじょうせん）は、福岡県うきは市を通る一般県道である。

## 概要
うきは市浮羽町高見のJR九州久大本線 筑後大石駅から福岡県道52号八女香春線に至る。

### 路線データ
- 起点：福岡県うきは市浮羽町高見（JR九州久大本線 筑後大石駅前）
- 終点：福岡県うきは市浮羽町高見（福岡県道52号八女香春線交点、福岡県道749号保木吉井線上）
- 総延長：599 m[1]

## 路線状況

### 重複区間
- 福岡県道749号保木吉井線（うきは市浮羽町高見）

## 地理

### 通過する自治体
- うきは市

### 交差する道路
| 交差する道路                                                | 交差する場所 | 交差する場所            |
| ----------------------------------------------------------- | ------------ | ----------------------- |
| 福岡県道749号保木吉井線 重複区間起点                        | 浮羽町高見   |                         |
| 福岡県道52号八女香春線 福岡県道749号保木吉井線 重複区間終点 | 浮羽町高見   | ラウンドアバウト / 終点 |

### 沿線
- JR九州久大本線 筑後大石駅